# Faudzsdár

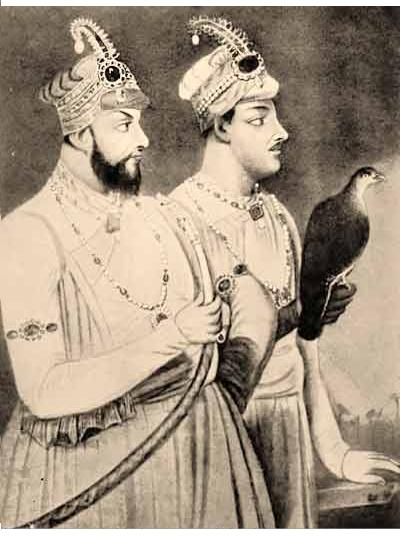
Mir Dzsafár mogul faudzsdár volt Oriszából 1747-ig

A faudzsdár olyan cím volt, amelyet a mogul, illetve más moszlim uralkodók adományoztak Dél-Ázsiában a helyőrség parancsnokainak.

## Története
A mogul hódítás előtti időben a kifejezés katonatisztet fedett, de nem jelentett meghatározott rangot. Az Akbar mogul sah által bevezetett közigazgatási reformok keretében katonai rangként sorolták be. A birodalmat tartományokra osztották fel, amelyeket szubahnak neveztek, azok pedig tovább oszlottak szarkarokra, majd parganákra. Az egyik a használt megnevezésekből, amellyel a szarkar helytartóját nevezték, a faudzsdár volt.
A faudzsdár címet leginkább a dzsat gotrák használták, mint például Szogarvár, Csahár, Szinszinvár, Kuntál Észak-India-szerte és a mai Pakisztán területén. A gouzder címet a mai Banglades területén is használták, különösképpen a hindu ksatrija közösség körében Khulna körzetben, habár a legfőbb cím a varman/barman/varma volt. Sok példa található a Varman-dinasztia keretén belül is Szilhet körzetben. Létezik egy hadapródiskola is Csittagongban, amelyet Fouzderhat Kadét Egyetemnek hívnak.

## Fordítás
Ez a szócikk részben vagy egészben  a   Faujdar című angol Wikipédia-szócikk ezen változatának fordításán alapul.  Az eredeti cikk szerkesztőit annak laptörténete sorolja fel. Ez a jelzés csupán a megfogalmazás eredetét és a szerzői jogokat jelzi, nem szolgál a cikkben szereplő információk forrásmegjelöléseként.